# RSSOwl
RSSOwl è un programma per leggere notizie nei formati RSS ed Atom.
Si tratta di software libero disponibile per diverse piattaforme, scritto nel linguaggio di programmazione Java usando Standard Widget Toolkit (SWT) come libreria grafica veloce e nativa.
RSSOwl permette di raccogliere, organizzare, visualizzare, aggiornare e conservare informazione da qualsiasi sorgente, mediante un'interfaccia grafica semplice da usare. Le notizie possono essere anche salvate in diversi formati per la visualizzazione offline.

## Storia
RSSOwl è iniziato come un piccolo progetto software su SourceForge alla fine di luglio 2003. Dopo più di 18 mesi di sviluppo, la versione 1.0 di RSSOwl è stata annunciata, il 19 dicembre 2004.

## Caratteristiche

### Da evidenziare
- Genera documenti PDF / RTF / HTML da qualsiasi notizia incluse le aggregazioni.
- Potente motore di ricerca per le notizie.
- Validatore newsfeed integrato.
- Effettua ricerca full-text con evidenziazione dei risultati tra i Preferiti e nelle Categorie.

### Generali
- Pieno supporto per le specifiche RSS & RDF versioni 0.91, 0.92, 1.0, 2.0.
- Supporto per Atom Syndication Format versione 0.3.
- "Look and Feel" nativo ed efficiente che usa il tema del sistema operativo sottostante.
- Visualizza notizie in un browser interno o in una finestra Rich-Text.
- Aggrega notizie di un'intera categoria in una newstab.
- Conserva newsfeeds in Blogrolls e consente di condividerli con altra gente.
- Consente di inviare via mail le notizie.
- Le notizie dai blog possono essere visualizzate usando il proprio strumento di blogging preferito.
- Possibilità di minimizzare l'applicazione nel system tray.
- È predisposta una numerosa lista di newsfeed di esempio.

### Usabilità
- RSSOwl ricorda le notizie lette anche dopo il riavvio.
- È possibile istruire il programma ad aprire determinati feed automaticamente all'avvio.
- Tasti di scelta rapida assegnati alle operazioni più comuni.
- Navigazione semplice tra le news e le tab aperte.
- Menu contestuali associati alla maggior parte dei componenti.
- Supporto Drag and drop per gestire i Preferiti.

### Personalizzazione
- È possibile cambiare i Font.
- Tasti di scelta rapida modificabili.
- Dimensioni delle finestre interne personalizzabili.
- Colori selezionabili.
- Due layout possibili: a due colonne e a tre colonne.
- Possibilità di impostare il proprio browser preferito per l'uso con RSSOwl.
- Molte altre personalizzazioni possibili.

### Gestione Preferiti
- Salva newsfeed preferiti in categorie.
- Possibilità di selezionare un intervallo per l'aggiornamento automatico dei Preferiti.
- Eventuali errori nei Preferiti vengono segnalati.
- Visualizzazione proprietà di un elemento selezionato.

### Importazione ed Esportazione
- È possibile importare ed esportare newsfeeds mediante OPML (Outline Processor Markup Language).
- Le impostazioni di configurazione di RSSOwl possono essere importate ed esportate, consentendo l'uso del programma su un altro calcolatore.

### Connessione
- Connessione via Proxy supportata.
- Possibilità di disabilitare il proxy per alcuni Preferiti.
- Autenticazione mediante BASE64, Digest e NTLM.
- Visualizzazione newsfeed sicuri mediante HTTPS.

### Internazionalizzazione
RSSOwl è tradotto in 27 lingue: Inglese, Tedesco, Francese, Spagnolo, Galego, Danese, Italiano, Greco, Russo, Portoghese, Bulgaro, Giapponese, Cinese semplificato, Svedese, Polacco, Coreano, Bengali, Norvegese, Finlandese, Cinese Tradizionale, Ucraino, Ceco, Sloveno, Turco, Ungherese, Thai.